# Genocídio de Darfur
Genocídio de Darfur refere-se ao assassinato sistemático de homens, mulheres e crianças em Darfur que ocorre durante o conflito em curso no oeste do Sudão. Tornou-se conhecido como o primeiro genocídio do século XXI.  O genocídio, que está sendo realizado contra as tribos furis, massalites e zagauas, levou o Tribunal Penal Internacional (TPI) a indiciar várias pessoas por crimes contra a humanidade, estupro, transferência populacional forçada e tortura. Segundo Eric Reeves, mais de um milhão de crianças foram "mortas, estupradas, feridas, deslocadas, traumatizadas ou sofreram a perda de pais e famílias".

## Origens
A crise humanitária e o conflito em curso na região de Darfur se desenvolveram a partir de vários eventos separados. A primeira é uma guerra civil que ocorreu entre os governos nacionais de Cartum e dois grupos rebeldes em Darfur: o Movimento pela Justiça e Igualdade e o Exército de Libertação do Sudão. Os grupos rebeldes foram formados inicialmente em fevereiro de 2003 devido à "marginalização política e econômica de Darfur por Cartum". Em abril de 2003, quando os grupos rebeldes atacaram um campo militar e sequestraram um general da força aérea, o governo lançou um contra-ataque. Posteriormente o governo de Cartum responderia armando as forças milicianas para eliminar a rebelião. Isso resultou em violência em massa contra os cidadãos em Darfur. 
Um segundo fator é uma guerra civil que ocorre entre cristãos, sulistas animistas negros e o governo controlados pelos árabes desde a independência do Sudão do Reino Unido em 1956. A violência que ocorreu por cerca de onze anos deixou mais de um milhão de pessoas deslocadas pelas hostilidades; fugindo para outros lugares ao redor do Sudão ou através da fronteira com o Chade.
O conflito étnico em Darfur tem sido persistente. Darfur é o lar de seis milhões de pessoas e várias dezenas de tribos. A região está dividida entre "aqueles que reivindicam descendência negra 'africana' e praticam principalmente agricultura sedentária e aqueles que afirmam descendência 'árabe' e são na maioria pastores semi-nômades de gado". 
Em 2013, as Nações Unidas (ONU) estimaram que até 300.000 pessoas foram mortas durante o genocídio. Em resposta, o governo sudanês afirmou que o número de mortes foi "inflado grosseiramente".  Em 2015, estimava-se que o número de mortos estivesse entre 100.000 e 400.000. 
A violência continuou em 2016, onde o governo supostamente usou armas químicas contra a população local em Darfur. Isso levou milhões a serem deslocados devido ao ambiente hostil. Mais de 3 milhões de vidas são fortemente impactadas pelo conflito.

## Crimes de guerra

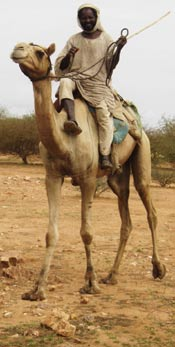
As tribos árabes Janjaweed têm sido um participante importante no conflito.

A BBC informou pela primeira vez sobre a questão da limpeza étnica em novembro de 2003 e no início daquele ano em março. Um administrador da Agência dos Estados Unidos para o Desenvolvimento Internacional, testemunhando para o Congresso, mencionou a limpeza étnica e a "limpeza populacional" que estava ocorrendo em Darfur. 
Em abril de 2004, a Human Rights Watch (HRW) publicou Darfur Destroyed: Ethnic Cleansing by Government and Militia Forces in Western Sudan, um relatório de 77 páginas compilado pela organização após 25 dias passados na região. O diretor executivo da filial africana da HRW, Peter Takirambudde, afirmou: "Não há dúvida sobre a culpabilidade do governo sudanês em crimes contra a humanidade em Darfur". O relatório da HRW também documenta os assassinatos de líderes religiosos muçulmanos, a profanação do Alcorão e a destruição de mesquitas. 

### Estupros durante o genocídio de Darfur
O uso do estupro como uma ferramenta de genocídio foi observado. Esse crime foi praticado pelas forças governamentais sudanesas e pelos grupos paramilitares Janjaweed ("homens maus a cavalo").  As ações dos Janjaweed foram descritas como estupro genocida, não apenas com mulheres, mas também com crianças. Também houve relatos de bebês sendo espancados até a morte e a mutilação sexual de vítimas sendo comum. 
Com o conflito em andamento, não foi possível para entrevistadores e ativistas realizar pesquisas de base populacional em Darfur. No entanto, os estupros relatados ocorreram principalmente em vilas não árabes pelos Janjaweed com a ajuda das forças armadas sudanesas.
Os âmbitos nos quais esses ataques ocorreram:
1. As forças Janjaweed cercaram o vilarejo e depois atacaram meninas e mulheres que deixavam o local para coletar lenha ou água; [14]
2. As forças Janjaweed foram de casa em casa, assassinando meninos e homens enquanto estupraram meninas e mulheres, ou reuniam todos, levando-os a um local central, onde as forças mataram meninos e homens e depois estupraram meninas e mulheres; [14]
3. As forças Janjaweed foram para vilarejos ou cidades próximas, campos de deslocados internos ou atravessaram a fronteira do Chade para estuprar mulheres e crianças. [14]

Segundo Tara Gingerich e Jennifer Leaning, os ataques de estupro foram frequentemente realizados na frente de outros "incluindo maridos, pais, mães e filhos das vítimas, que foram forçados a assistir e foram impedidos de intervir".  Esse estupro genocida foi cometido em uma ampla faixa etária, que inclui mulheres com 70 anos ou mais, meninas com menos de 10 anos e mulheres visivelmente grávidas.
As mulheres e meninas desaparecidas foram possivelmente libertadas, mas não conseguiram se reunir com suas famílias. Em uma declaração à ONU, o ex-secretário geral Kofi Annan disse: "Em Darfur, vemos populações inteiras deslocadas e suas casas destruídas, enquanto o estupro é usado como uma estratégia deliberada". 

## Procedimentos do Tribunal Penal Internacional
Inicialmente, o Tribunal Penal Internacional (TPI) se recusou a acrescentar a acusação de genocídio ao indiciamento de Omar al-Bashir, no entanto, após um apelo, essa decisão foi revogada. A câmara do tribunal considerou que havia "motivos razoáveis para acreditar que ele era responsável por três acusações de genocídio". 
Em 14 de julho de 2009, o TPI emitiu uma acusação contra o presidente do Sudão, Omar Bashir, por crimes contra a humanidade e por ter facilitado e ordenado o genocídio em Darfur.  Em 12 de julho de 2010, o tribunal emitiu uma segunda ordem de prisão para al-Bashir, desta vez por genocídio, sendo esse o primeiro caso em que o TPI emitiu um mandado de prisão pelo crime de genocídio.  Assim como Bashir, outros seis suspeitos foram indiciados pelo tribunal, Ahmed Haroun, Ali Kushayb, Bahar Abu Garda, Abdallah Banda, Saleh Jerbo, Abdel Rahim Mohammed Hussein, nenhum dos acusados foram levados em custódia. 
Luis Moreno Ocampo, promotor do TPI que ofereceu denúncia por crimes contra a humanidade, também está processando em seu pedido a acusação de estupro genocida, já que tais ações podem ser julgadas perante o TPI como crimes isolados. 
Em 11 de fevereiro de 2020, o governo do Sudão concordou que o ex-presidente Omar al-Bashir enfrentará acusações de crimes de guerra perante o TPI. O compromisso veio durante as negociações de paz com grupos rebeldes. 

## Mídia e cultura popular
O documentário The Devil Came on Horse (2007), enfoca a violência e a tragédia do genocídio que ocorre em Darfur. A história é vista através dos olhos de um norte-americano que regressa para seu país para tornar pública sua história usando as imagens e histórias de vidas sistematicamente destruídas.
O cineasta Ted Braun examina o genocídio em Darfur no documentário Darfur Now (2007). Ao lado de Don Cheadle, estrela do filme Hotel Ruanda, o documentário faz um apelo de auxílio humanitário às pessoas de todo o mundo.
O documentário Sand And Sorrow: A New Documentary about Darfur (2007) contém entrevistas e imagens do ativista de direitos humanos John Prendergast, da professora de Harvard Samantha Power e do colunista do The New York Times Nicholas Kristof que são mostradas para descrever as origens e as consequências do conflito entre as tribos árabes e não árabes na região de Darfur.
Em 2009, o diretor e produtor Uwe Boll, lançou um filme chamado Attack on Darfur. A história é centrada em jornalistas norte-americanos que visitam o Sudão para entrevistar os residentes locais sobre o conflito em andamento. Eles são confrontados com as atrocidades causadas pelos Janjaweed, nas quais se esforçam ao máximo para interromper os assassinatos e ajudar os aldeões vitimados pelo genocídio.